# Accipiter fasciatus
Accipiter fasciatus е вид птица от семейство Ястребови (Accipitridae). Видът е незастрашен от изчезване.

## Разпространение
Разпространен е в Австралия, Индонезия, Нова Каледония, Папуа-Нова Гвинея, Източен Тимор, Вануату, Соломоновите острови, Рождество и Норфолк.